# Вжухлости
Вжухлости — матовые пятна на поверхности блестящей масляной живописи. Происходят от поглощения масла грунтом или нижними слоями краски из верхнего слоя краски. Лишённая большей части своего связующего вещества, то есть масла, краска утрачивает свой блеск, яркость и силу, пожухшие места картины теряют связь с частями картины, сохранившими свой блеск.
Уничтожаются вжухлости смачиванием их маслом или же покрыванием специальным лаком, носящим название лака ретуше (vernis а retoucher).